# Aéroport de Dalaman
 (janvier 2015).
Si vous disposez d'ouvrages ou d'articles de référence ou si vous connaissez des sites web de qualité traitant du thème abordé ici, merci de compléter l'article en donnant les références utiles à sa vérifiabilité et en les liant à la section « Notes et références ».
L'aéroport de Dalaman (IATA: DLM, ICAO: LTBS) est un aéroport international qui fait partie des trois aéroports qui desservent le sud-ouest de la Turquie, les autres étant l'aéroport de Bodrum et l'aéroport d'Antalya. L'aéroport possède deux terminaux. L'ancien terminal est utilisé pour les vols intérieurs et le nouveau pour les vols internationaux. L'aéroport de Dalaman dessert les zones touristiques aux environs de Dalaman. 
Il dessert plus de 120 destinations, en Turquie, en Europe, en Afrique et au Moyen-Orient.

## Situation
| Adana Ankara Antalya Antioche Bodrum-Milas Dalaman Denizli Elâzığ Istanbul Sabiha-Gökçen Izmir Trabzon / Trébizonde Gaziantep Diyarbakır Kayseri Samsun Van Erzurum Konya Gazipaşa Malatya |

| Adana Ankara Antalya Antioche Bodrum-Milas Dalaman Denizli Elâzığ Istanbul Sabiha-Gökçen Izmir Trabzon / Trébizonde Gaziantep Diyarbakır Kayseri Samsun Van Erzurum Konya Gazipaşa Malatya |

## Compagnies aériennes et destinations
| Compagnies              | Destinations |
| ----------------------- | --- |
| Aeroflot                | En saison: Moscou Chérémétiévo |
| Air Serbia              | En saison charter: Belgrade-Nikola-Tesla |
| AJet                    | Ankara Esenboğa, Istanbul-S. Gökçen, Tel Aviv - Ben Gourion En saison: Amman-Reine-Alia, Beyrouth-Rafic Hariri |
| ATA Airlines            | En saison: Téhéran-Imam-Khomeini |
| Austrian Airlines       | En saison charter: Vienne-Schwechat |
| Azerbaijan Airlines     | En saison: Bakou-H. Aliyev |
| Azur Air                | En saison charter: - Iékaterinbourg-Koltsovo, - Kazan, - Krasnodar-Pashkovsky, - Mineralniye Vody, - Moscou-Vnoukovo, - Novossibirsk-Tolmatchevo, - Rostov-sur-le-Don/Platov, - Saint-Pétersbourg-Poulkovo, - Samara-Kouroumotch, - Oufa                                                                           |
| Belavia                 | En saison charter: Minsk |
| British Airways         | En saison: Londres-Gatwick, Londres-Heathrow |
| Corendon Airlines       | En saison: - Birmingham, - Cologne/Bonn-K. Adenauer, - Londres-Gatwick, - Manchester, - Newcastle, - Nuremberg-A. Dürer |
| Corendon Dutch airlines | En saison: Amsterdam, Groningue Eelde |
| easyJet                 | Londres-Gatwick, Manchester En saison: - Belfast, - Birmingham, - Bristol, - Édimbourg, - Glasgow, - Liverpool-J.-Lennon, - Londres-Luton |
| Edelweiss Air           | En saison: Zurich |
| Enter Air               | En saison charter: Gdańsk-L. Wałęsa, Katowice-Pyrzowice, Poznań (Posnanie)-H. Wieniawski, Varsovie-Chopin |
| European Air Charter    | En saison charter: Sofia-Vrajdebna |
| GetJet Airlines         | En saison charter: Vilnius |
| I-Fly                   | En saison charter: Moscou-Vnoukovo |
| Ikar                    | En saison charter: Syktyvkar (en) |
| Jet2.com                | En saison: - Belfast, - Birmingham, - Bristol, - East Midlands, - Édimbourg, - Glasgow, - Leeds-Bradford, - Liverpool-J.-Lennon, - Londres-Stansted, - Manchester, - Newcastle |
| Meraj Airlines          | En saison: Téhéran-Imam-Khomeini |
| NordStar                | En saison charter: Moscou-Domodédovo |
| Nordwind Airlines       | En saison charter: - Iékaterinbourg-Koltsovo, - Kazan, - Moscou Chérémétiévo, - Novossibirsk-Tolmatchevo, - Perm, - Oufa, - Volgograd (ex-Stalingrad) |
| Pegasus Airlines        | Istanbul-S. Gökçen En saison: - Bakou-H. Aliyev, - Beyrouth-Rafic Hariri, - Londres-Stansted, - Manchester, - Moscou-Domodédovo, - Tel Aviv - Ben Gourion |
| Pobeda                  | En saison: Moscou-Vnoukovo |
| Ryanair                 | Bratislava-M. R. Štefánik En saison: Dublin |
| Rossiya Airlines        | Sotchi-Adler |
| Scandinavian Airlines   | En saison charter: Copenhague-Kastrup |
| Smartwings              | En saison charter: Bratislava-M. R. Štefánik, Prague-Václav-Havel |
| Smartwings Poland       | En saison charter: Katowice-Pyrzowice, Poznań (Posnanie)-H. Wieniawski, Varsovie-Chopin, Wrocław-N. Copernic |
| SunExpress              | En saison: - Amsterdam, - Berlin-Brandebourg, - Birmingham, - Bruxelles-National, - Cologne/Bonn-K. Adenauer, - Copenhague-Kastrup, - Düsseldorf, - Francfort, - Hambourg-H.-Schmidt, - Londres-Gatwick, - Manchester, - Munich-F. J. Strauß, - Stuttgart, - Zurich                                                |
| TUI Airways             | En saison: - Aberdeen-Dyce, - Belfast, - Birmingham, - Bournemouth, - Bristol, - Cardiff-Rhoose, - East Midlands, - Édimbourg, - Exeter, - Glasgow, - Leeds-Bradford, - Londres-Gatwick, - Londres-Luton, - Londres-Stansted, - Manchester, - Newcastle, - Norwich, - Durham Tees Valley En saison charter: Dublin |
| TUI fly Belgium         | En saison: Bruxelles-National |
| TUI fly Deutschland     | En saison: Düsseldorf, Francfort, Hanovre, Munich-F. J. Strauß, Stuttgart |
| TUI fly Netherlands     | En saison: Amsterdam |
| Turkish Airlines        | Istanbul En saison: Moscou-Vnoukovo |
| Ural Airlines           | En saison charter: Moscou-Domodédovo, Rostov-sur-le-Don/Platov |
| Wizz Air                | Londres-Luton En saison: Londres-Gatwick |

Edité le 27/05/2023

## Statistiques
Pour des raisons techniques, il est temporairement impossible d'afficher le graphique qui aurait dû être présenté ici.

Voir la requête brute et les sources sur Wikidata.